# Vương cung thánh đường Truyền Tin
Tiểu vương cung Thánh đường Truyền Tin (tiếng Hebrew: כנסיית הבשורה, tiếng Ả Rập: كنيسة البشارة, tiếng Hy Lạp: Εκκλησία του Ευαγγελισμού της Θεοτόκου,Ekklisía tou Evangelismoú tis Theotókou) là một nhà thờ Công giáo ở Nazareth thuộc vùng Bắc Israel, theo giáo luật Công giáo được nâng lên hàng "Tiểu vương cung thánh đường" (Minor Basilica).

## Lịch sử
Nhà thờ này được xây dựng trên vị trí – theo truyền thống Giáo hội Công giáo Rôma – là nơi thiên sứ Gabriel đã báo tin việc Đức Trinh nữ Maria được thụ thai chúa Giêsu (Phúc âm Luca 1,26-38).
Nhà thờ hiện nay được xây dựng hoàn tất năm 1969 gồm 2 tầng chồng lên nhau trên nền của nhà thờ thời Đế quốc Đông La Mã xưa và sau đó là nhà thờ thời Thập tự chinh. Bên trong nhà thờ, tầng dưới gồm có hang Truyền tin, trong đó có một bàn thờ – là nơi được cho là phế tích của ngôi nhà Đức Mẹ sống thời thơ ấu, trước hang là lòng nhà thờ với bàn thờ đối diện với hang. Đây là một nơi lịch sử có ý nghĩa, được những người Kitô giáo coi là linh thiêng, thu hút nhiều Kitô hữu tới viếng thăm hàng năm, trong đó có các người Công giáo, Anh giáo và Chính Thống giáo Đông phương. 

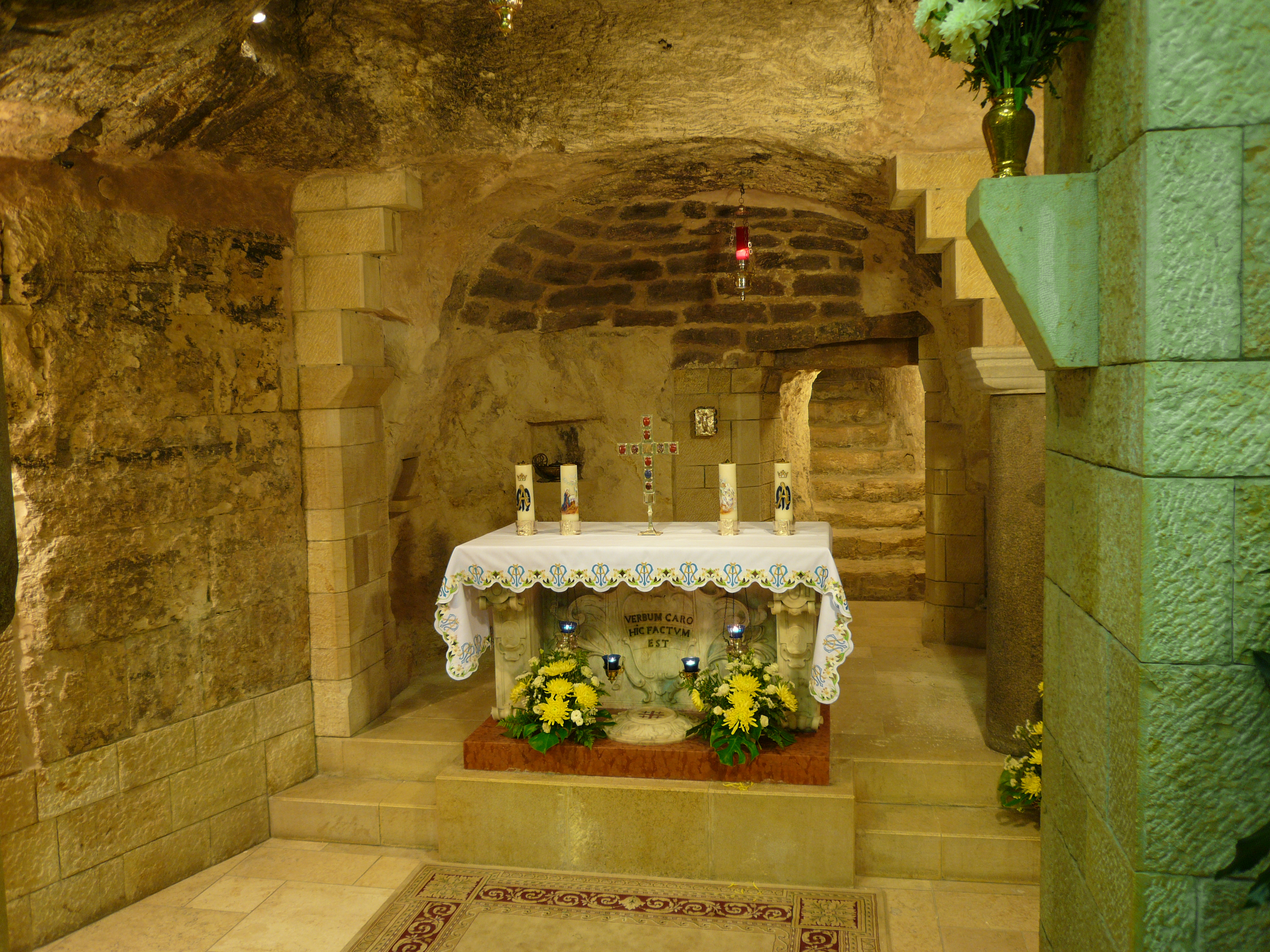
Hang Truyền Tin

### Nhà thờ đầu tiên
Nhà thờ đầu tiên dường như được xây dựng vào khoảng giữa thế kỷ thứ 4 sau Công nguyên thời Đế quốc Đông La Mã – hầu như cùng thời điểm với việc xây dựng Nhà thờ Giáng Sinh và Nhà thờ Mộ Thánh do hoàng đế Constantine I cho xây dựng, theo yêu cầu của hoàng thái hậu Helena của Constantinople tức Thánh Helena. Một vài nguồn cho biết là ngôi nhà thờ đầu tiên tồn tại tới khoảng năm 570, nhưng sau đó bị phá hủy trong thế kỷ thứ 7, sau khi người Hồi giáo chiếm vùng Palestine.

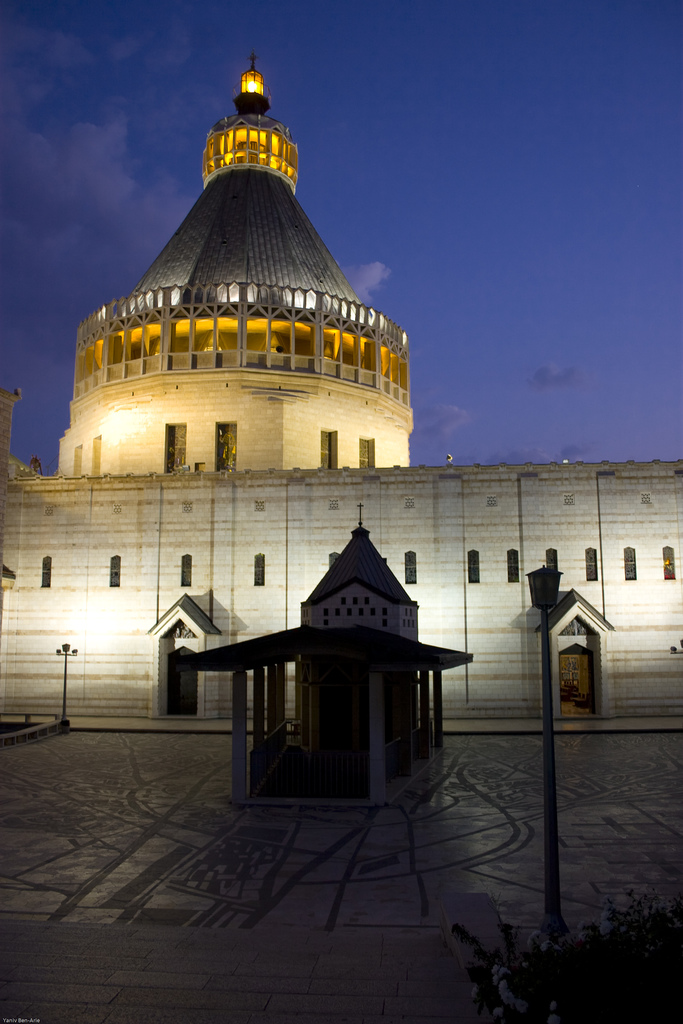
Tiểu vương cung thánh đường Truyền Tin về ban đêm

### Nhà thờ thứ hai
Ngôi nhà thờ thứ hai được xây trên phế tích của nhà thờ thời Đế quốc Đông La Mã, trong thời Thập tự chinh, sau khi Tancred (1075-1112) người lãnh đạo cuộc Thập tự chinh thứ nhất - chiếm lại Palestine vào năm 1102. Nhà thờ xây thời Thập tự chinh này chưa được hoàn tất. Trong cuộc khai quật năm 1909 người ta phát hiện 5 mũ cột theo kiểu Kiến trúc Roman do những nghệ sĩ từ miền bắc Pháp điêu khắc vẫn chưa được lắp đặt trong năm 1187, trong khi tin tức về chiến thắng của Saladin trong trận Hattin truyền tới thành phố. Saladin cho phép các linh mục dòng Phanxicô ở lại Nazareth để trông nom việc tế lễ trong nhà thờ.

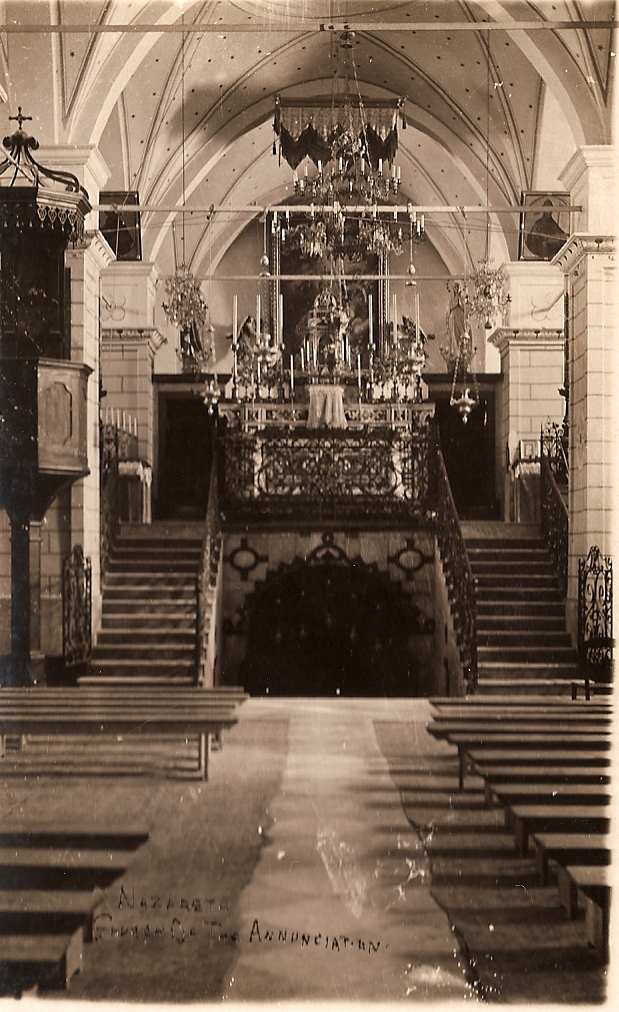
Bên trong Tiểu vương cung thánh đường Truyền Tin (khoảng năm 1925)

Năm 1260, Baybars I và đội quân chiến binh Mamluk của ông ta đã phá hủy nhà thờ này khi họ tấn công Nazareth. Một số ít tu sĩ dòng Phanxicô đã tìm cách ở lại Nazareth cho tới khi Acre sụp đổ năm 1291. Trong 3 thế kỷ tiếp theo, các tu sĩ dòng Phanxicô đã ở lại và ra khỏi Nazareth, tùy thuộc vào tình hình chính trị liên tục thay đổi ở địa phương. Những tường thuật của các tu sĩ dòng Phanxicô thời gian này cho thấy họ bị trục xuất vào năm 1363, sự trở lại của họ trong năm 1468 và một vụ thảm sát một số thành viên của họ vào năm 1542. Những gia đình Kitô giáo địa phương với sự hỗ trợ của các tu sĩ dòng Phanxicô đã giúp chăm sóc ngôi nhà thờ trong giai đoạn này.

### Nhà thờ thứ ba
Emir Fakr ad-Din cho phép các tu sĩ dòng Phanxicô trở lại năm 1620, vào thời điểm đó các tu sĩ này xây dựng một cấu trúc nhỏ vây quanh hang động thánh được coi như là ngôi nhà của Đức Maria.. Năm 1730, Dhaher al-Omar cho phép xây dựng một nhà thờ mới, nhà thờ này đã trở thành một trung tâm tập hợp cho cộng đồng tôn giáo theo nghi lễ latin ở Nazareth. Nhà thờ được mở rộng vào năm 1877, và sau đó bị phá hủy hoàn toàn vào năm 1954 để xây dựng một tiểu vương cung thánh đường mới - tức nhà thờ hiện nay - được hoàn thành vào năm 1969..
Tiểu vương cung thánh đường mới này được thiết kế bởi kiến trúc sư người Ý Giovanni Muzio, và được hãng thầu xây dựng "Solel Boneh" của Israel xây dựng trong những năm 1960-1969. Tiểu vương cung thánh đường này do các tu sĩ dòng Phanxicô quản lý. Đây là nhà thờ Kitô giáo lớn nhất ở Trung Đông, và được Đức Giáo hoàng Phaolô VI thánh hiến năm 1964.
Giáo hoàng Gioan Phaolô II trong chuyến tông du lần thứ 91.  của Ngài, đã tới viếng thăm và cử hành thánh lễ tại đây ngày 25.3.2000. Giáo hoàng Biển Đức XVI cũng đã hành hương tới đây ngày 14.5.2009.

## Một số hình ảnh

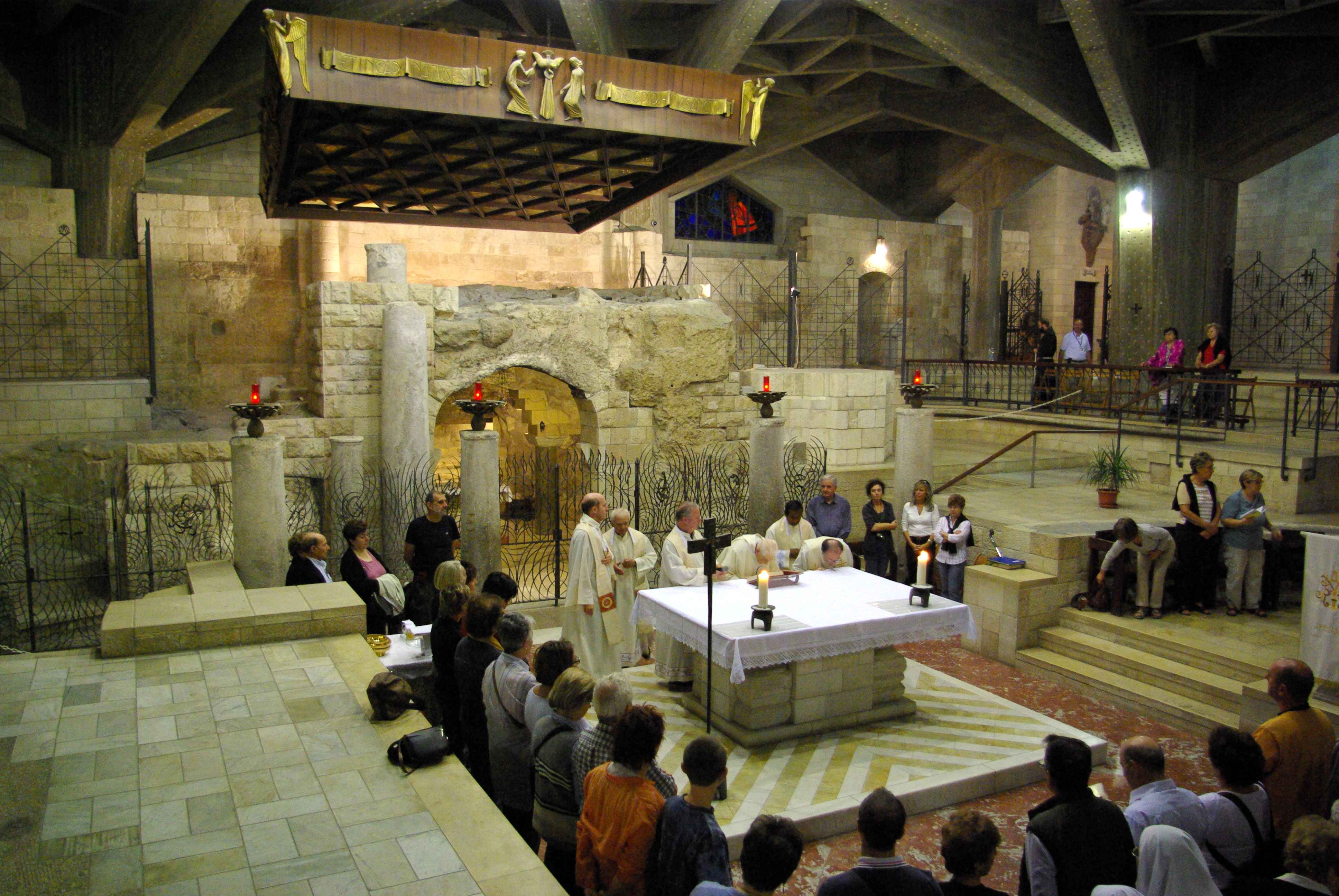
Thánh lễ misa ở nhà thờ tầng dưới, trước hang Truyền Tin
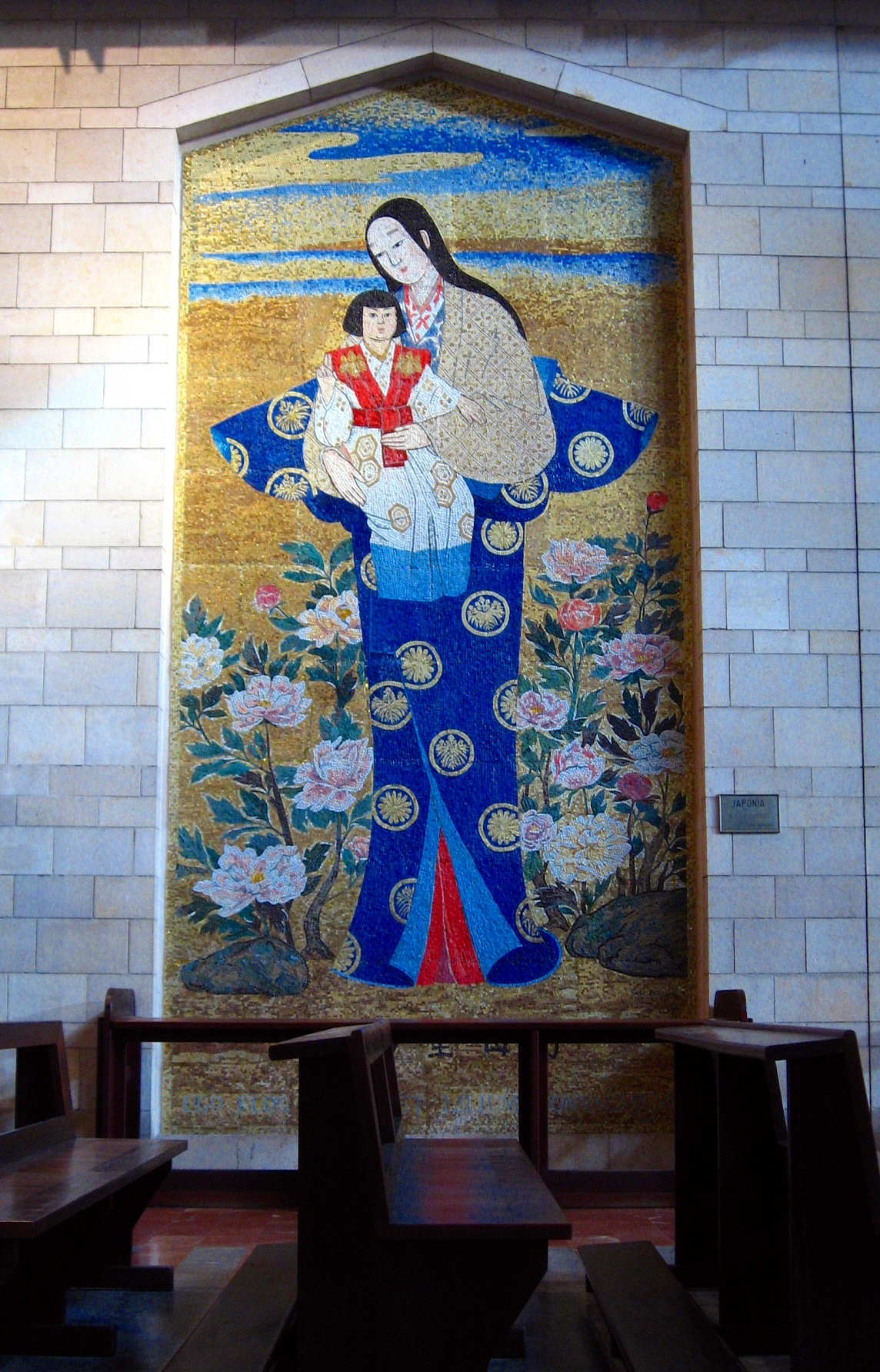
Tranh khảm Đức Mẹ và Chúa Hài Đồng theo phong cách Nhật Bản ở nhà nguyện tại tầng trên của nhà thờ.
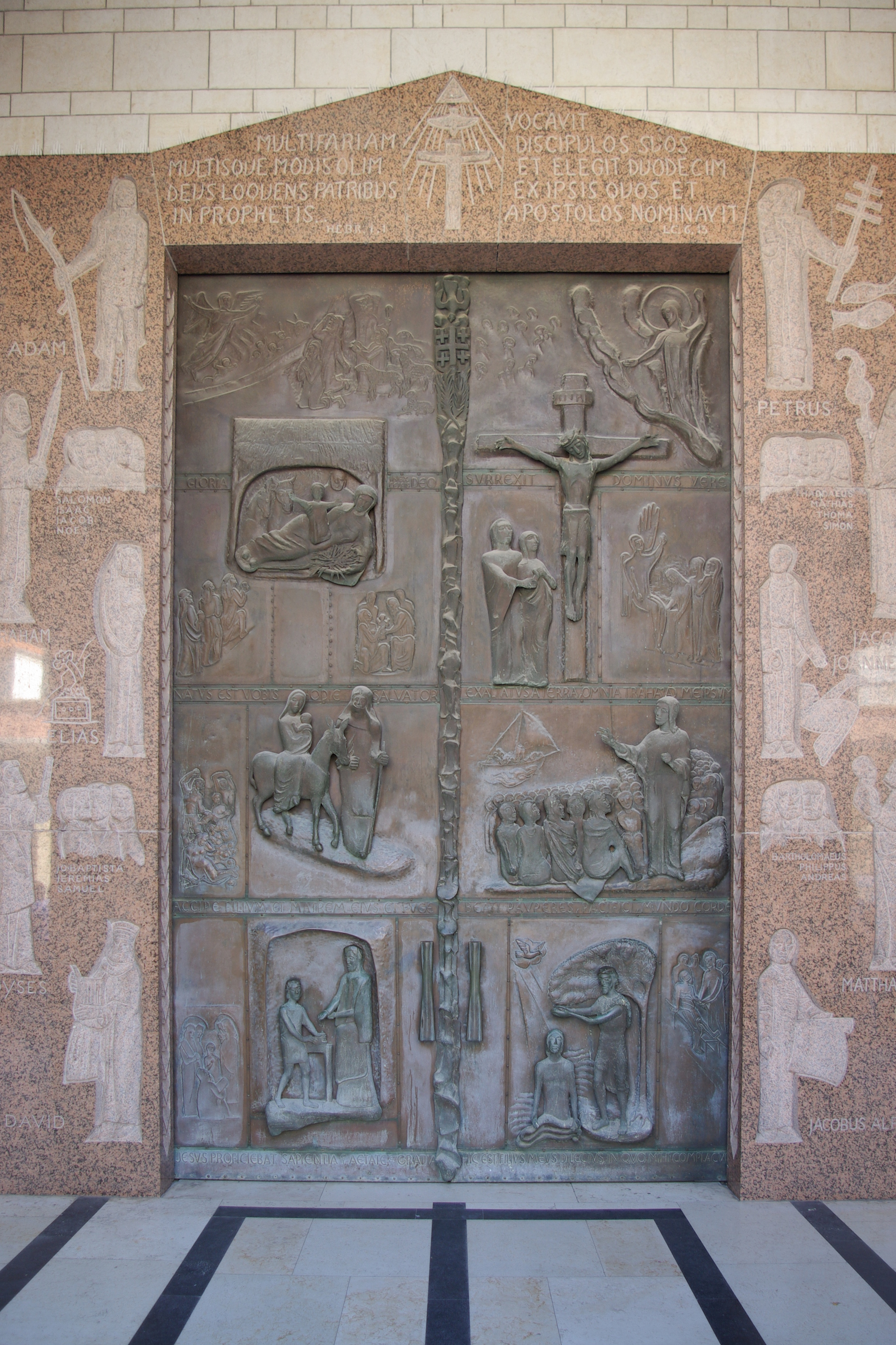
Cửa chính của nhà thờ, mô tả những sự kiện chính trong cuộc đời Chúa Giêsu
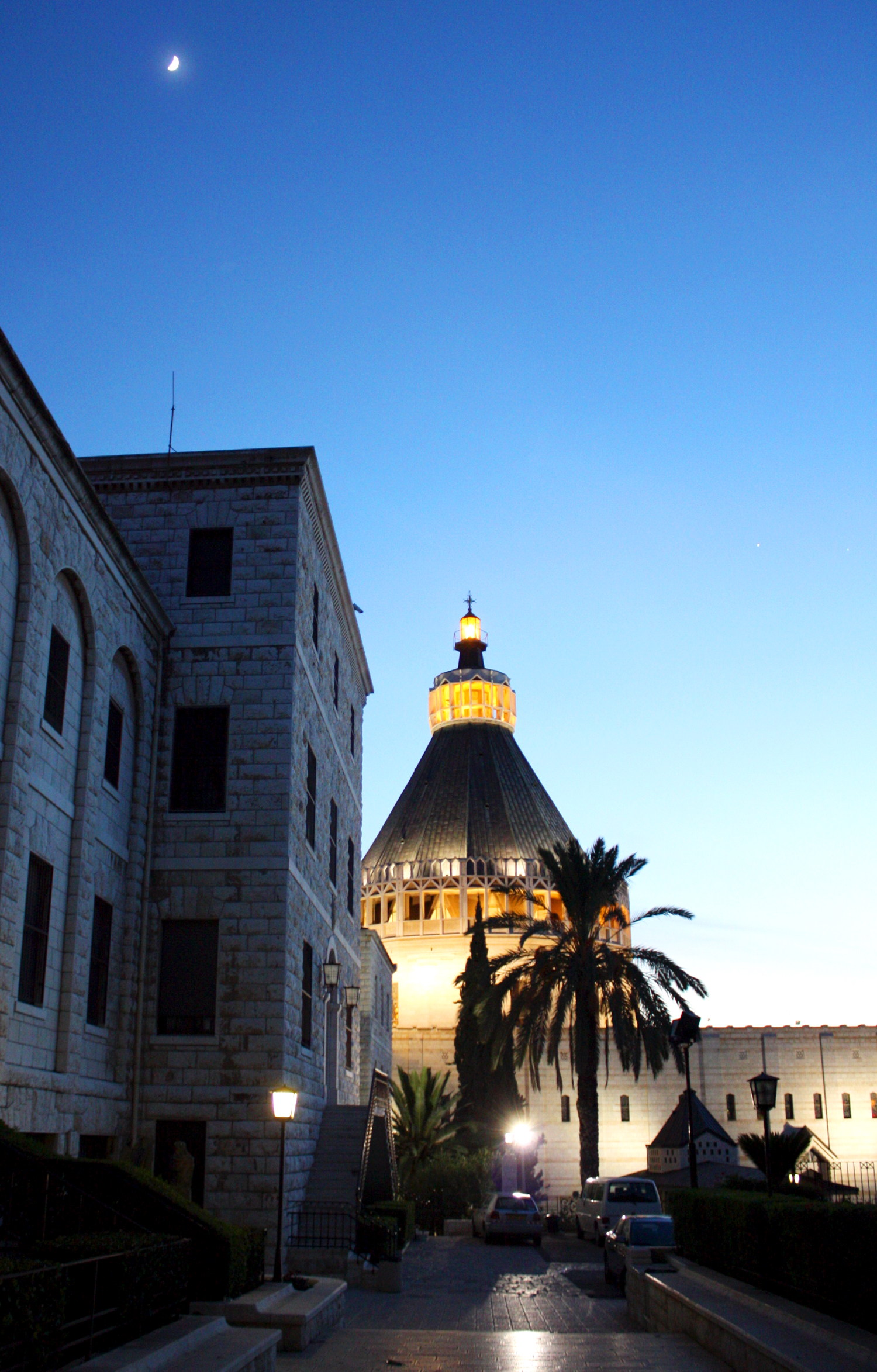
Cảnh Tiểu vương cung thánh đường Truyền Tin về ban đêm
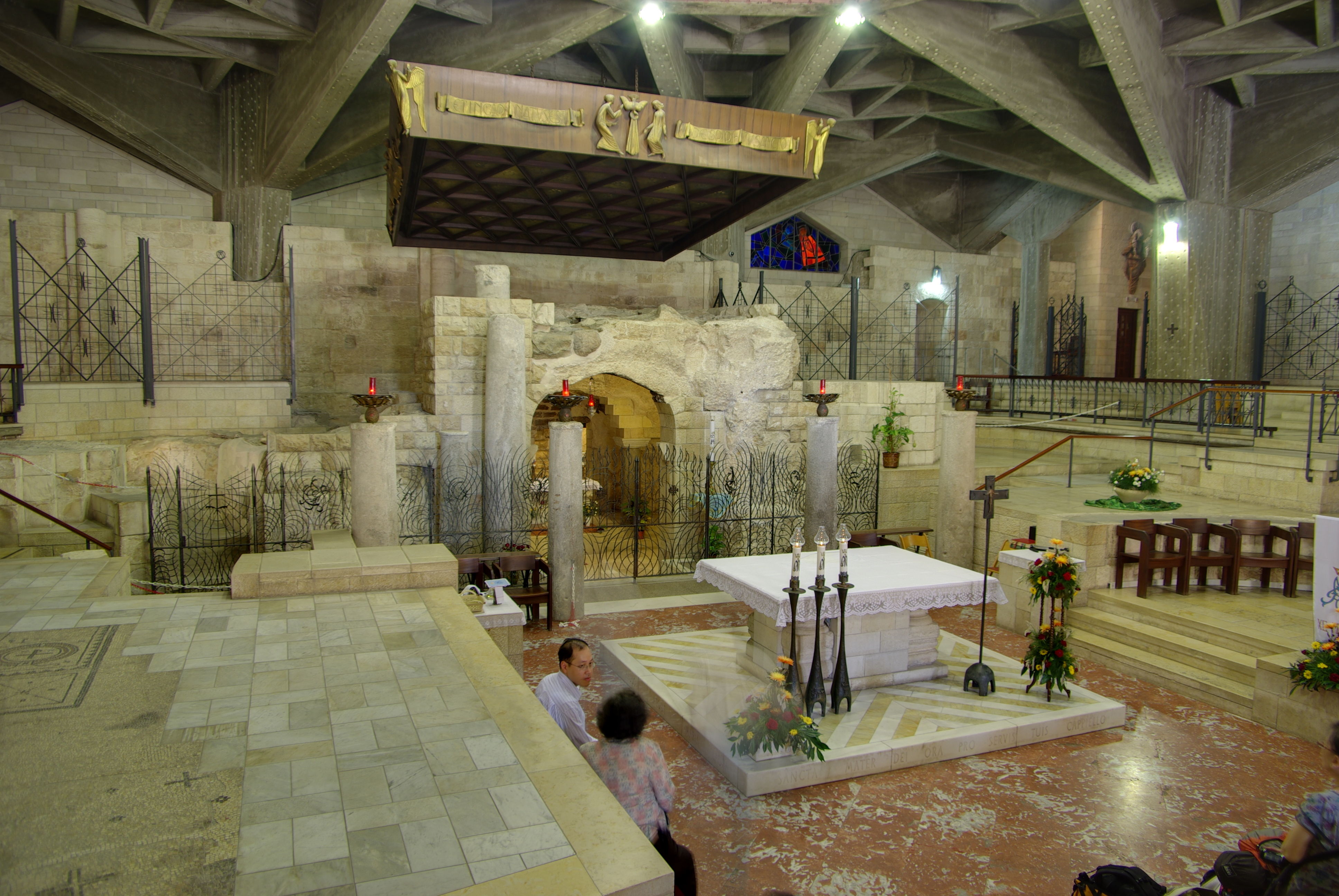
Tầng dưới nhà thờ với bàn thờ, phía sau là hang Truyền Tin
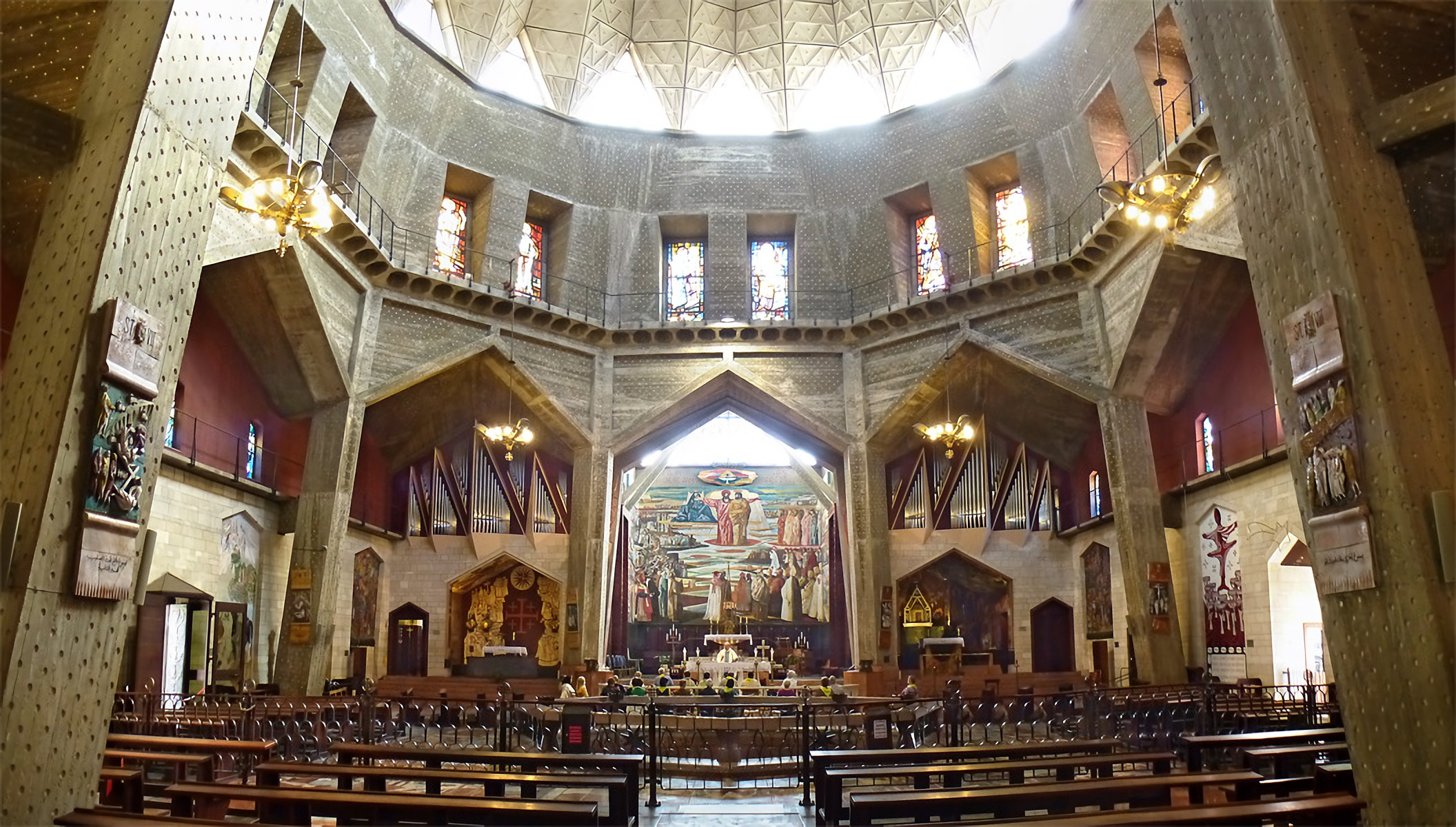
Tầng trên nhà thờ.
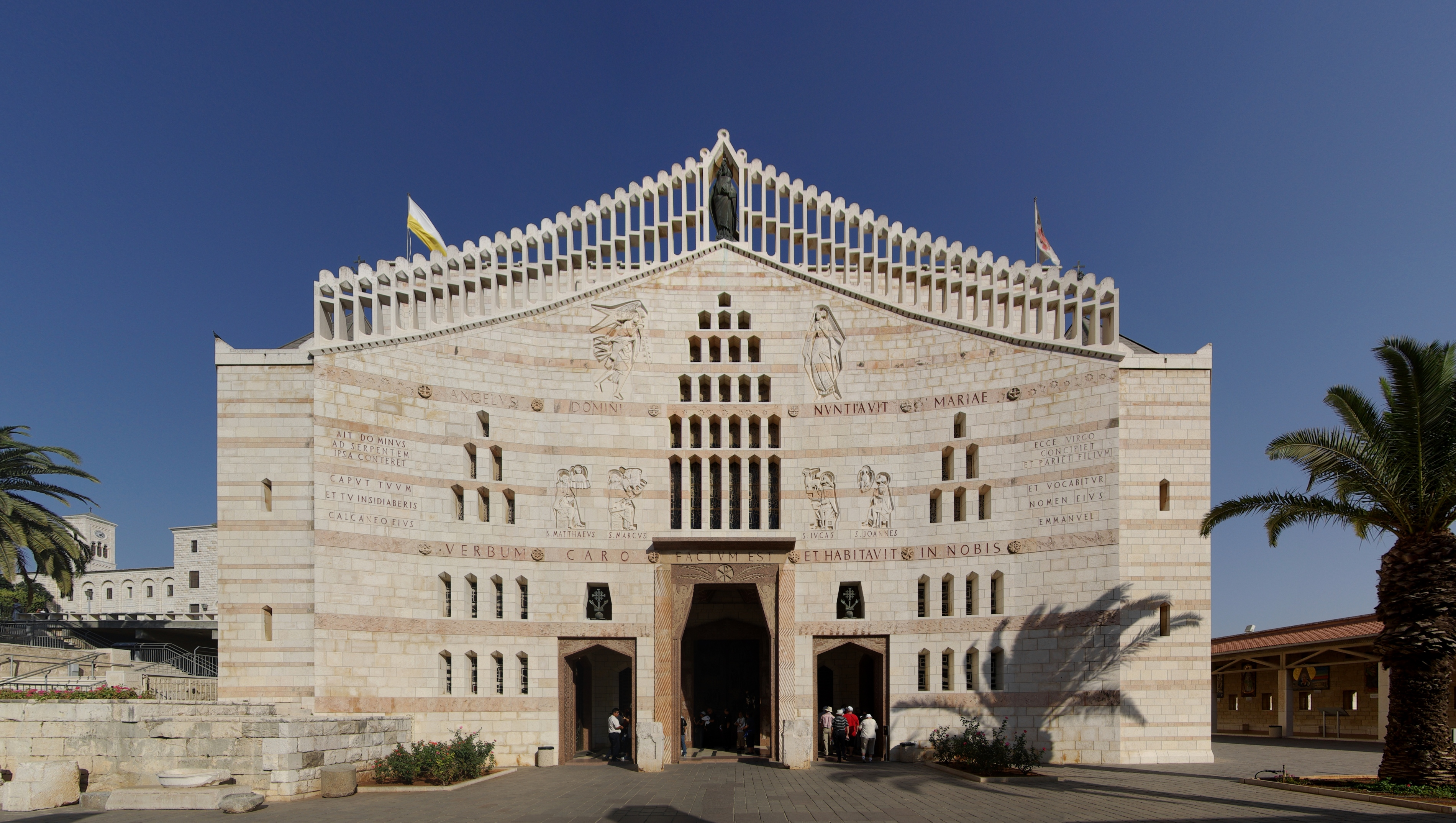
Mặt tiền nhà thờ, có hàng chữ latin: "Verbum caro factum est et habitavit in nobis" (Ngôi Lời đã biến thành nhục thể và Người cư ngụ giữa chúng ta) (Phúc âm thánh Gioan).
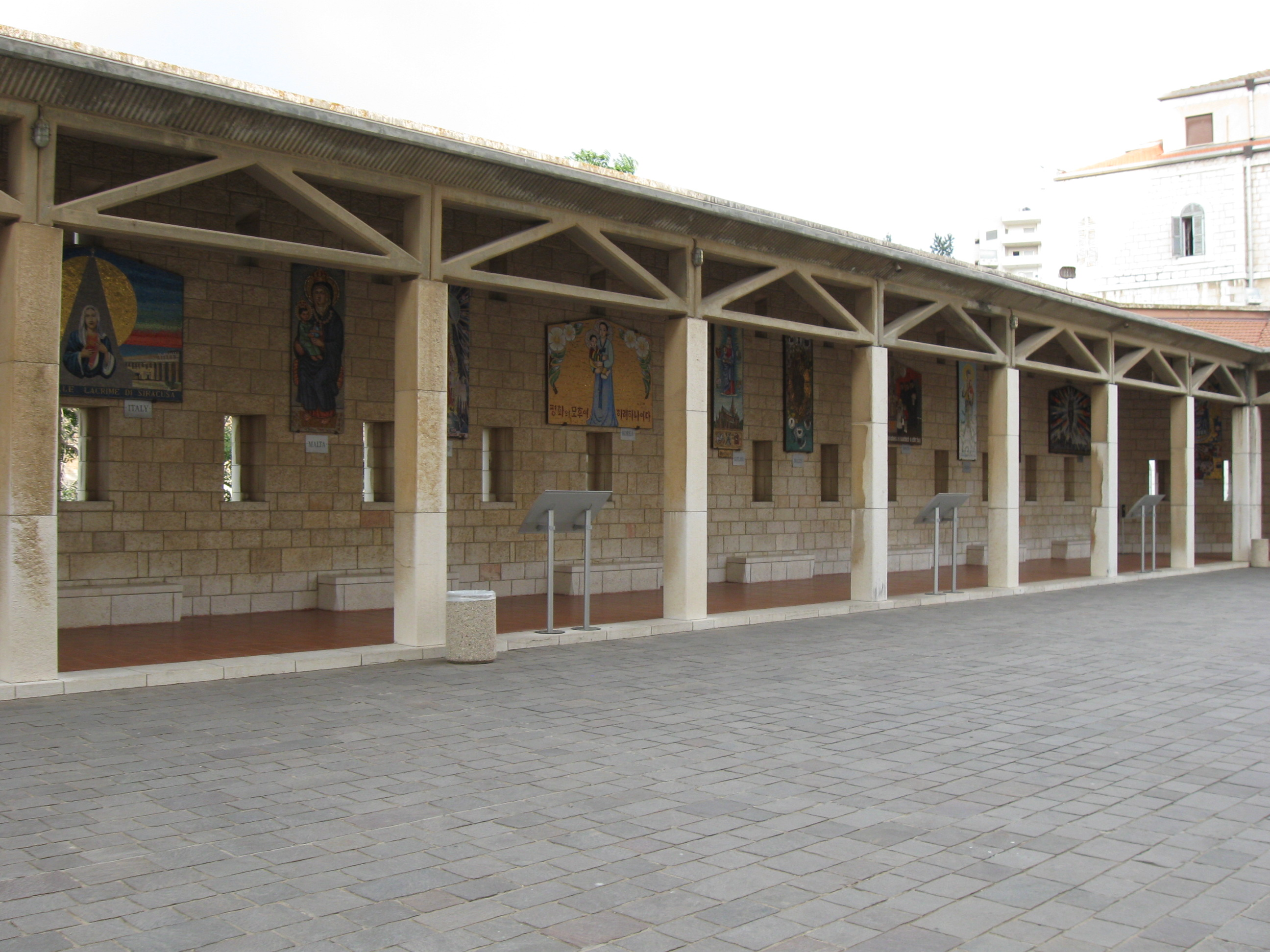
Hành lang bên kia sân đối diện mặt tiền nhà thờ, có các ảnh Đức Mẹ của nhiều dân tộc gắn trên tường, trong đó có Đức Mẹ Việt Nam
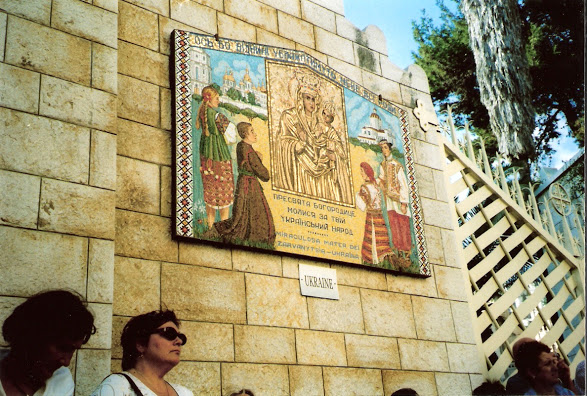
Khảm trong tu viện của Vương cung thánh đường